# Jonathan Carl Zenker
Jonathan Carl Zenker (1 de marzo de 1799, Sundremda, Distrito de Saalfeld-Rudolstadt, Alemania - 6 de noviembre de 1837 Jena) fue un naturalista, zoólogo, botánico, briólogo, pteridólogo, algólogo, y recolector botánico que trabajó extensamente en Sudáfrica.

## Biografía
Realizó sus estudios de teología por la Universidad de Jena. Continuó estudios de medicina y cirugía. Obtuvo su doctorado de medicina sobre la base de su tesis "Batrachomyologia". En 1828, es profesor de botánica e historia natural en la Facultad de Filosofía de la Universidad de Jena.
En 1836, es profesor titular en la Facultad de Medicina de Jena. Su obra abarca un campo muy amplio: además de botánica, se interesó en zoología, paleontología y parasitología.

## Algunas publicaciones
- Con David Nathaniel Friedrich Dietrich (1800-1888) Musci Thuringici: vivis exemplaribus exhibuerunt et illustraverunt. 1821-1823

- Parasitae corporis humani internae seu vermes intestinales hominis - Leipzig, 1827

- Das thierische Leben und seine Formen. Ein zoologisches Handbuch zum Gebrauch academischer Vorlesungen und zum Selbststudium - Jena, 1828

- Die Pflanzen und ihr wissenschaftliches Studium überhaupt : ein botanischer Grundriss zum Gebrauche academischer Vorträge und zum Selbststudium - Eisenach : J.F. Bärecke, 1830

- De Gammari pulicis Fabr. historia naturali atque sanguinis circuitu commentatio - Jena : F. Mauke, 1832

- Beiträge zur Naturgeschichte der Urwelt. Organische Reste (Petrefacten) aus der Altenburger Braunkohlen-Formation, dem Blankenburger Quadersandtein, jenaischen bunten Sandstein und Böhmischen Übergangsgebirge - Jena, 1833

- Zwei neue fossile Corallenarten, Jena : Nova Acta Acad. Leop. Car. Nat. Cur. Tom. XVII, 1835 (dos nuevos corales fósiles - Lithodendron stellariaeforme, Syringites imbricatus)

- Plantae indicae, quas iu montibus coimbaturicis coeruleis, Nilagiri s. Neilgherries dietis, collegit rev. Bernhardus Schmid. - Jena, 1835

- Naturgeschichte schädlicher Thiere. Versuch einer naturhistorischen Darstellung der für Oekonomie, Gärtnerey und Forstwirthschaft wichtigsten schädlichen Thiere Deutschlands, nebst den zweckmässigsten Mitteln zu ihrer Vertilgung oder Vertreibung - Leipzig, 1836

- con Diederich Franz Leonhard von Schlechtendal, Christian Eduard Langethal, Ernst Schenk - Flora von Thüringen und den angrenzenden provinzen - v. múltiples - Jena: F. Mauke, 1836-1855

## Honores
- 1833: Kaiserlich Leopoldinisch-Carolinische Deutsche Akademie der Naturwissenschaftler (Academia imperial Léopold-Carol de Ciencias Naturales - Leopoldina) de Halle.

### Eponimia
Género
- (Bignoniaceae) Zenkeria Rchb.[1]

- (Fabaceae) Zenkeria Arn.[2]

- (Poaceae) Zenkeria Trin.[3]

- La abreviatura «Zenker» se emplea para indicar a Jonathan Carl Zenker como autoridad en la descripción y clasificación científica de los vegetales.[4]